# Helmut Flade
Helmut Flade (* 7. Juni 1928 in Olbernhau; † 30. Dezember 2003) war ein deutscher Holzgestalter und Designer aus dem Erzgebirge.

## Leben und Werk

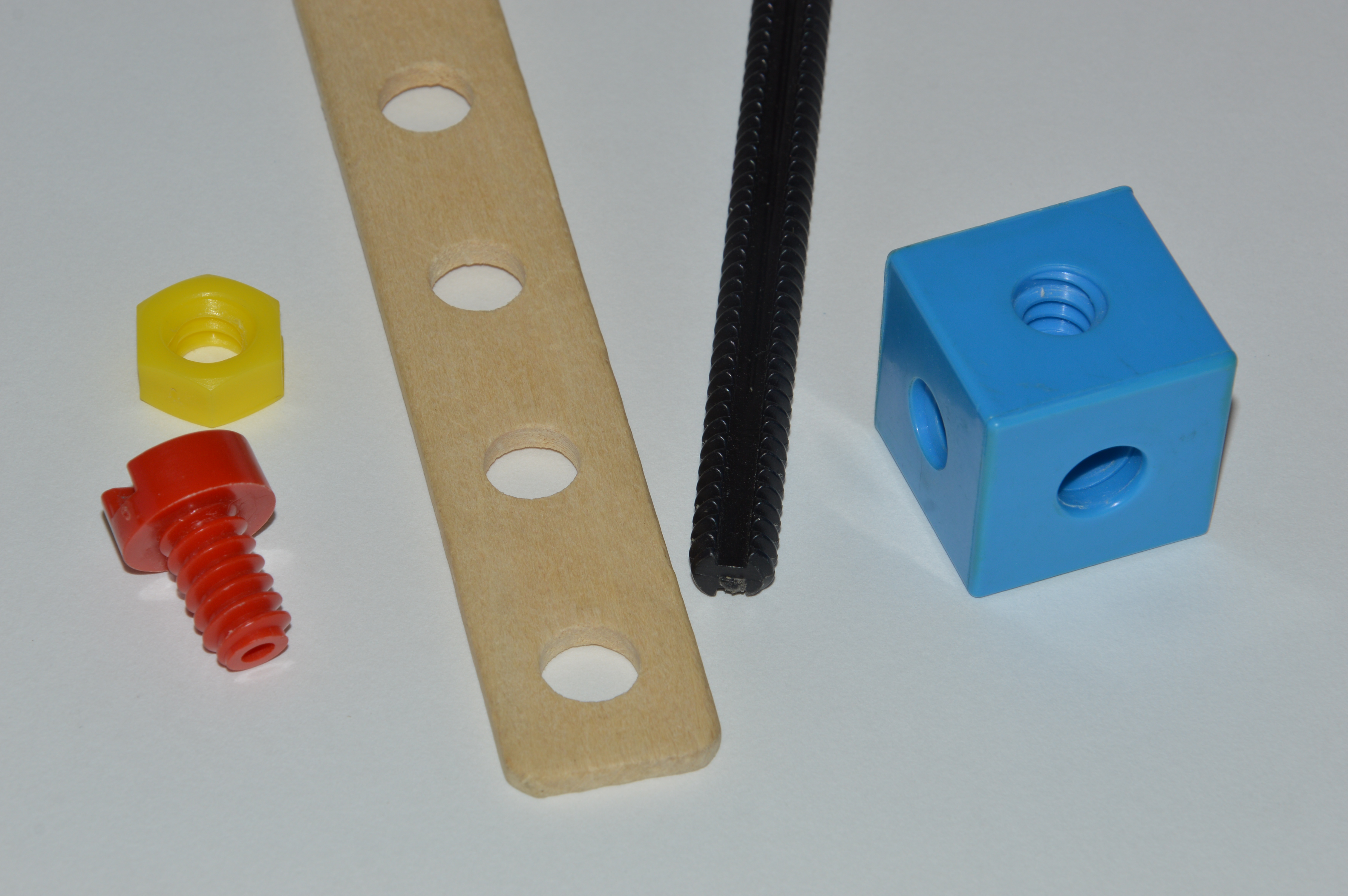
Grundelemente aus der Baukastenserie „VERO Construc“

Helmut Flade stammte aus Olbernhau, einem Zentrum der Erzgebirgischen Volkskunst. 1943 absolvierte er zunächst eine kaufmännische Ausbildung. Nach dem Zweiten Weltkrieg arbeitete er als Sägewerker und Holzfäller, bevor er sich 1948/1949 bei Hellmut Steinert in Olbernhau zum Holzdrechsler ausbilden ließ. Künstlerisch wurde er zudem von Reinhold Langner gefördert. 1948 heiratete er Traute Klaffenbach.
1949 baute Flade in Niedersaida eine Dreherei in einer Möbel- und Spielwarenfabrik auf. Ab 1953 arbeitete er als Betriebsleiter für die KWO Kunstgewerbe-Werkstätten Olbernhau. 1955 legte er die Prüfung zum Meister des Drechslerhandwerks ab. In Seiffen war er von 1961 bis 1965 für Aufbau und Leitung einer Außenstelle des Instituts für Spielzeug verantwortlich. 1959/1960 wirkte er an der Ausarbeitung von Leitlinien zur Entwicklung der Spielzeugindustrie im Erzgebirge mit. Zu dieser Zeit begann Flade, sich mit kultur- und design-historischen Fragen zu beschäftigen und darüber zu publizieren. Er stand in langjährigem Austausch mit der ihm aus seiner Kindheit bekannten Designerin Margarete Wendt von Wendt & Kühn.
Ab 1966 war Flade am Aufbau von VERO beteiligt, wo er bis 1982 im Bereich Forschung und Entwicklung arbeitete. Der leitende Holzgestalter entwarf mit seiner Arbeitsgruppe die Baukastenserien VERO CONSTRUC, VERO STATIC, VERO ELEMENTAR, VERO HOBBY und VERO SCOLA. Parallel zum Beruf setzte Flade seine akademische Ausbildung fort. 1967 erlangte er einen Abschluss als Ingenieur für Holztechnik in Dresden. In Fernstudien schloss er 1979 ein Diplom-Studium zum Formgestalter an der Hochschule für industrielle Formgestaltung in Burg Giebichenstein ab. Dort nahm er auch einen Lehrauftrag wahr. 1986 promovierte er an der Pädagogischen Hochschule Dresden zum Dr. phil.
Ab 1987 war Flade in Olbernhau als freiberuflicher Designer tätig. Er war 1987/1988 auf der X. Kunstausstellung der DDR in Dresden vertreten. Flade war bis 1990 Mitglied des Verbands Bildender Künstler der DDR.
Zusammen mit seiner Ehefrau gründete er 1990 die Firma Werkstätten Flade Olbernhau zur Produktion von erzgebirgischer Volkskunst, die inzwischen in zweiter Generation geführt wird. Ab 1995 schuf Flade zunehmend freie Arbeiten, insbesondere aus dem Block herausgearbeitete Kleinplastik mit wenigen Metallapplikationen. 1994 entwarf er für seine Heimatstadt Olbernhau das Windspiel aus Olbernhauer Reiterlein auf dem Markt. Im September 2000 verlieh ihm Ministerpräsident Kurt Biedenkopf den Sächsischen Verdienstorden.
Flade entwarf als Spielzeug-Designer insbesondere Torsionsübungs-, Schraub- und multivalentes Kombinationsspielzeug. Das maschinell hergestellte, aber ästhetisch ansprechende Holzspielzeug kombinierte er mitunter mit Bugholz, Hartplastik und Elektrotechnik-Elementen. Daneben schuf er unter anderem figürliche Miniaturen (Figuren von Wilhelm Busch, Der kleine Häwelmann) und Puppenstuben. Bei seiner Arbeit berücksichtigte er Erkenntnisse des Pädagogen Friedrich Fröbel und wandte das „offene Prinzip“ an, nach dem Spielzeug durch zukünftige Entwicklungen erweitert werden können sollte. Er wird zu den führenden deutschen Spielzeuggestaltern der zweiten Hälfte des 20. Jahrhunderts gezählt.

## Auszeichnungen
- 1959: Auszeichnung der Wilhelm-Busch-Gesellschaft für Flades Wilhelm-Busch-Miniatur-Figuren
- 1981: Designpreis der Deutschen Demokratischen Republik
- 1986: Kunstpreis des Rates des Bezirkes Karl-Marx-Stadt
- Banner der Arbeit
- Verdienstmedaille der DDR[3]
- 2000: Sächsischer Verdienstorden

## Schriften (Auswahl)
- Holz : Form und Gestalt. Verlag der Kunst, Dresden 1976. (Danach in mehr als vier Auflagen in verschiedenen Verlagen erschienen.)
- Spielzeug aus Holz – zum Internationalen Jahr des Kindes. In: form+zweck, Jahrgang 11, Heft 6 (August 1979), urn:nbn:de:bsz:14-db-id416501729-197900603, S. 29–33.
- Intarsia. Europäische Einlegekunst aus sechs Jahrhunderten. Beck, München 1986, ISBN 3-406-31578-X.
- Olbernhau : Stadt im Spielzeugland. Entwurfs- und Verlags-Haus, Olbernhau 1999.